# Heterofonie
Heterofonia este o discordanță provenită din abaterile ritmice și de intonație a vocilor mai multor cântăreți care interpretează aceeași melodie.